# Neotoma
Neotoma é um gênero de roedores da família Cricetidae.

## Comportamento
Os roedores do género Neotoma são por vezes chamados de "ratos trocadores", porque tendem a acumular objetos (nomeadamente itens brilhantes) nos seus ninhos, e quando estão a carregar um objeto para o ninho e encontram outro objeto que os atrai, largam no local o objeto inicial para recolher o novo.

## Espécies
- Neotoma albigula Hartley, 1894
- Neotoma angustapalata Baker, 1951
- Neotoma anthonyi J. A. Allen, 1898
- Neotoma bryanti Merriam, 1887
- Neotoma bunkeri Burt, 1932
- Neotoma chrysomelas J. A. Allen, 1908
- Neotoma cinerea (Ord, 1815)
- Neotoma devia Goldman, 1927
- Neotoma floridana (Ord, 1818)
- Neotoma fuscipes Baird, 1858
- Neotoma goldmani Merriam, 1903
- Neotoma lepida Thomas, 1893
- Neotoma leucodon Merriam, 1894
- Neotoma macrotis Thomas, 1893
- Neotoma magister Baird, 1858
- Neotoma martinensis Goldman, 1905
- Neotoma mexicana Baird, 1855
- Neotoma micropus Baird, 1855
- Neotoma nelsoni Goldman, 1905
- Neotoma palatina Goldman, 1905
- Neotoma phenax (Merriam, 1903)
- Neotoma stephensi Goldman, 1905